# 아마르신

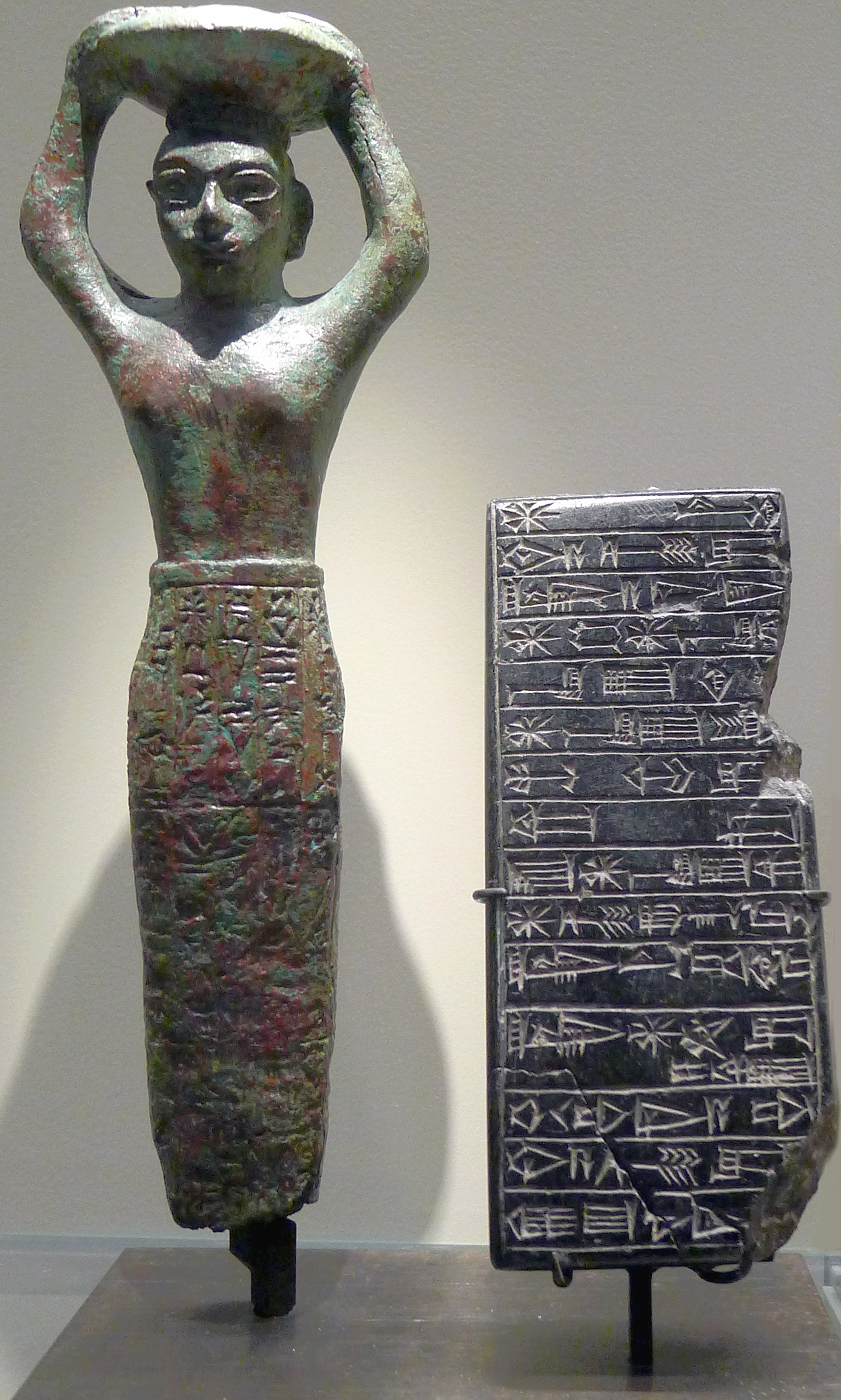

아마르신(2046-2037 BC)은 슐기(2094-2047 BC)의 왕자로 우르 제3왕조의 세 번째 군주였다.
그는 고대 수메르의 도시들을 재건하려는 시도를 한 것으로 유명하다. 그는 우르남무가 완성하지 못한 에리두의 지구라트에서 일하였다.